# Веверицкий Скорбященский монастырь

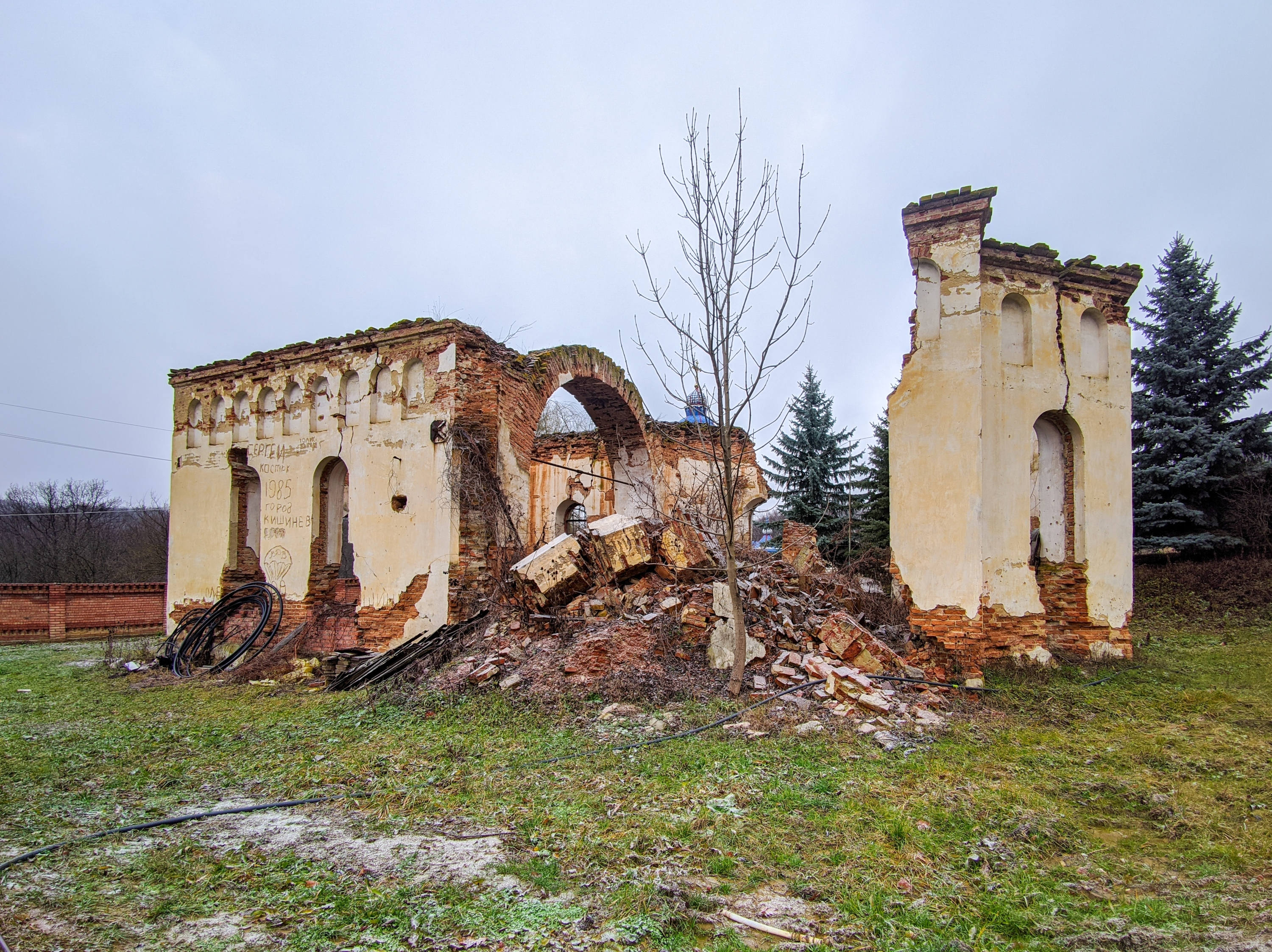
Руины старой церкви монастыря в Веверице⁠

Веверицкий Скорбященский монастырь (Веверицкий в честь иконы Божией Матери «Всех скорбящих Радость» мужской монастырь, Монастырь Веверица; рум. Mănăstirea Veveriţa) — мужской монастырь Унгенской и Ниспоренской епархии Русской православной церкви близ села Веверица Унгенского района Молдавии.

## История
Монастырь основан в 1922—1924 годах. В 1948 году преобразован в скит Каприянского монастыря. Закрыт властями в 1952 году. Большинство насельников оставили обитель или отправлены в заключение. Монахи Тарасий и Антоний отказались покидать Веверицу и в 1960-х годах найдены убитыми.
Монастырские постройки были разрушены. Здание церкви использовалось как склад, а затем как гараж (по другим данным — как хлев). В 1985 году оно сгорело.
В 1993 году началось возрождение монастыря. Открыт решением Священного синода РПЦ от 5 мая 1995 года как женский. 7 октября 2000 года преобразован в мужской, а насельницы переведены в Речульский монастырь. В 1994—2003 построен новый храм в честь иконы Божией Матери «Всех Скорбящих Радость» и двухэтажный келейный корпус.  В 2004 году в монастыре проживало 20 человек.